# Persone di nome Alejandro
| Questa pagina contiene informazioni ricavate automaticamente dalle voci biografiche con l'ausilio del template Bio e di un bot. L'aggiornamento è periodico e automatico e ricostruisce completamente la pagina. Se manca una persona in questa lista, sei pregato di non aggiungerla, ma accertati piuttosto che la sua voce biografica contenga il template Bio e che i dati anagrafici siano correttamente compilati. Se il template Bio manca, inseriscilo tu stesso o, in alternativa, metti l'avviso {{tmp\|Bio}} che ne segnala la mancanza. Se i dati riportati sono sbagliati, correggi direttamente la voce biografica; le modifiche saranno visibili in questa lista entro pochi giorni. Per chiarimenti vedi il progetto antroponimi. La lista contiene solo le 277 persone che sono citate nell'enciclopedia e per le quali è stato implementato correttamente il template Bio. Pagina aggiornata al 6 ago 2025. |

Questa è una lista di persone presenti nell'enciclopedia che hanno il nome Alejandro, suddivise per attività principale.

## Allenatori di calcio(6)
- Alejandro García Casañas, allenatore di calcio, dirigente sportivo e ex calciatore spagnolo (Barcellona, n. 1970)
- Alejandro Mancuso, allenatore di calcio e ex calciatore argentino (Ciudadela, n. 1968)
- Alejandro Martinuccio, allenatore di calcio e ex calciatore argentino (Buenos Aires, n. 1987)
- Alejandro Menéndez, allenatore di calcio spagnolo (Gijón, n. 1966)
- Alejandro Morera Soto, allenatore di calcio e calciatore costaricano (Alajuela, n. 1909 - Alajuela, † 1995)
- Alejandro Scopelli, allenatore di calcio e calciatore argentino (La Plata, n. 1908 - Città del Messico, † 1987)

## Allenatori di pallacanestro(2)
- Aíto García Reneses, allenatore di pallacanestro, dirigente sportivo e ex cestista spagnolo (Madrid, n. 1946)
- Alejandro Martínez, allenatore di pallacanestro spagnolo (Barcellona, n. 1966)

## Allenatori di pallavolo(1)
- Alejandro Diz, allenatore di pallavolo e ex pallavolista argentino (Necochea, n. 1965)

## Allenatori di tennis(1)
- Alejandro Falla, allenatore di tennis e ex tennista colombiano (Cali, n. 1983)

## Arbitri di calcio(1)
- Alejandro Hernández Hernández, arbitro di calcio spagnolo (Lanzarote, n. 1982)

## Architetti(3)
- Alejandro Aravena, architetto cileno (Santiago del Cile, n. 1967)
- Alejandro Bustillo, architetto, pittore e scultore argentino (Buenos Aires, n. 1889 - Buenos Aires, † 1982)
- Alejandro González Velázquez, architetto e pittore spagnolo (Madrid, n. 1719 - † 1772)

## Arcivescovi cattolici(1)
- Alejandro Arellano Cedillo, arcivescovo cattolico e giurista spagnolo (Olías del Rey, n. 1962)

## Attori(11)
- Álex Batllori, attore spagnolo (Sabadell, n. 1991)
- Àlex Brendemühl, attore spagnolo (Barcellona, n. 1972)
- Alejandro Daniel Calvo, attore, sceneggiatore e produttore cinematografico argentino (Buenos Aires, n. 1967)
- Álex García, attore spagnolo (San Cristóbal de La Laguna, n. 1981)
- Alejandro Goic, attore cileno (Santiago del Cile, n. 1957)
- Alec Mapa, attore, comico e sceneggiatore statunitense (San Francisco, n. 1965)
- Alex Meraz, attore, artista marziale e ballerino statunitense (Mesa, n. 1985)
- Àlex Monner, attore spagnolo (Barcellona, n. 1995)
- Alejandro Sigüenza, attore spagnolo (Orihuela, n. 1974)
- Alejandro Speitzer, attore messicano (Culiacán, n. 1995)
- Alejandro Vergara, attore spagnolo (Malaga, n. 1997)

## Avvocati(1)
- Alejandro Arango y Escandón, avvocato, patriota e scrittore messicano (Puebla de Zaragoza, n. 1821 - Città del Messico, † 1883)

## Banchieri(1)
- Alejandro María Aguado, banchiere spagnolo (Siviglia, n. 1784 - Gijón, † 1842)

## Batteristi(1)
- Alex Acuña, batterista e percussionista peruviano (Pativilca, n. 1944)

## Cantanti(2)
- Alejandro Fernández, cantante e musicista messicano (Guadalajara, n. 1971)
- Alejandro Fuentes, cantante cileno (Viña del Mar, n. 1987)

## Cantautori(2)
- Alejandro Escovedo, cantautore statunitense (San Antonio, n. 1951)
- Álex Ubago, cantautore spagnolo (Vitoria, n. 1981)

## Cestisti(23)
- Álex Abrines, ex cestista spagnolo (Palma di Maiorca, n. 1993)
- Álex Barrera, cestista spagnolo (Esplugues de Llobregat, n. 1992)
- Alejandro Carmona, cestista portoricano (Río Piedras, n. 1983)
- Alejandro Flores, cestista dominicano (Santiago de los Caballeros, n. 1981)
- Alejandro Galán, cestista spagnolo (Calamonte, n. 1999)
- Alejandro Gómez Girón, ex cestista spagnolo (Barcellona, n. 1972)
- Alejandro González Roig, cestista e allenatore di pallacanestro uruguaiano (Montevideo, n. 1907 - † 1979)
- Alejandro Guzmán, ex cestista messicano (Durango, n. 1945)
- Álex Hernández, cestista spagnolo (Murcia, n. 1990)
- Álex Llorca, cestista spagnolo (Esplugues de Llobregat, n. 1989)
- Álex López Laz, cestista spagnolo (San Cristóbal de La Laguna, n. 1991)
- Álex Mazaira, cestista spagnolo (Ourense, n. 1997)
- Alejandro Montecchia, ex cestista e allenatore di pallacanestro argentino (Bahía Blanca, n. 1972)
- Alejandro Moreno Rodillo, cestista cileno (La Serena, n. 1920 - † 2011)
- Alejandro Muro, ex cestista uruguaiano (Montevideo, n. 1974)
- Alejandro Ortiz, ex cestista cubano (n. 1952)
- Alejandro Peralta, cestista paraguaiano (Asunción, n. 1991)
- Alex Pérez, cestista statunitense (San Diego, n. 1993)
- Alejandro Quiroz, ex cestista venezuelano (Caracas, n. 1974)
- Alejandro Reyes, cestista spagnolo (Cáceres, n. 1993)
- Álex Suárez, cestista spagnolo (Mahón, n. 1993)
- Alejandro Urgellés, cestista cubano (Santiago di Cuba, n. 1951 - Santiago di Cuba, † 1984)
- Álex Urtasun, cestista spagnolo (Pamplona, n. 1984)

## Ciclisti su strada(3)
- Federico Bahamontes, ciclista su strada e pistard spagnolo (Toledo, n. 1928 - Valladolid, † 2023)
- Alejandro Osorio, ciclista su strada colombiano (El Carmen de Viboral, n. 1998)
- Alejandro Valverde, ex ciclista su strada spagnolo (Las Lumbreras de Monteagudo, n. 1980)

## Compositori(1)
- Alejandro Fasanini, compositore argentino (Buenos Aires, n. 1966)

## Designer(1)
- Alejandro Mesonero-Romanos, designer spagnolo (Madrid, n. 1968)

## Dirigenti sportivi(2)
- Alejandro Domínguez, dirigente sportivo paraguaiano (Asunción, n. 1972)
- Alex Pompez, dirigente sportivo statunitense (Key West, n. 1890 - New York, † 1974)

## Drammaturghi(1)
- Alejandro Jodorowsky, drammaturgo, regista e attore cileno (Tocopilla, n. 1929)

## Generali(2)
- Alejandro Agustín Lanusse, generale e politico argentino (Buenos Aires, n. 1918 - Buenos Aires, † 1996)
- Alejandro O'Reilly, generale e politico irlandese (Baltrasna, n. 1723 - Bonete, † 1794)

## Ginnasti(1)
- Alejandro de la Cruz, ginnasta cubano (Pinar del Río, n. 1998)

## Giocatori di baseball(1)
- A.J. Ramos, giocatore di baseball statunitense (Lubbock, n. 1986)

## Giocatori di calcio a 5(1)
- Alejandro Yepes, giocatore di calcio a 5 spagnolo (Cieza, n. 1989)

## Giocatori di football americano(1)
- Alejandro Fernández Nieto, giocatore di football americano spagnolo (Rivas-Vaciamadrid, n. 2001)

## Hockeisti su pista(2)
- Alejandro Domínguez, ex hockeista su pista e allenatore di hockey su pista argentino (Buenos Aires, n. 1971)
- Alejandro Joseph, hockeista su pista spagnolo (Arenys de Munt, n. 2000)

## Imprenditori(1)
- Alejandro Agag, imprenditore e politico spagnolo (Madrid, n. 1970)

## Lottatori(2)
- Alejandro Puerto, ex lottatore cubano (n. 1964)
- Alejandro Valdés Tobier, lottatore cubano (L'Avana, n. 1988)

## Lunghisti(1)
- Alejandro Parada, lunghista cubano (n. 2004)

## Medici(1)
- Alejandro Korn, medico, filosofo e politico argentino (San Vicente, n. 1860 - Buenos Aires, † 1936)

## Militari(1)
- Alejandro Villanueva, militare e ex giocatore di football americano statunitense (Meridian, n. 1990)

## Musicisti(2)
- Baiuca, musicista, compositore e disc jockey spagnolo (Catoira, n. 1990)
- Alejandro Sanz, musicista e cantautore spagnolo (Madrid, n. 1968)

## Musicologi(1)
- Alejandro Planchart, musicologo, direttore d'orchestra e compositore venezuelano (Caracas, n. 1935 - Santa Barbara, † 2019)

## Nuotatori(1)
- Alejandro Gaxiola, ex nuotatore messicano (Città del Messico, n. 1939)

## Ostacolisti(1)
- Alejandro Casañas, ex ostacolista cubano (L'Avana, n. 1954)

## Pallanuotisti(1)
- José Salah, pallanuotista cileno (Santiago del Cile, n. 1920)

## Pallavolisti(1)
- Alejandro Vigil, pallavolista spagnolo (Siero, n. 1993)

## Piloti automobilistici(3)
- Alex García, pilota automobilistico messicano (Città del Messico, n. 2003)
- Alex Soler-Roig, ex pilota automobilistico spagnolo (Barcellona, n. 1932)
- Alejandro de Tomaso, pilota automobilistico e imprenditore argentino (Buenos Aires, n. 1928 - Modena, † 2003)

## Piloti motociclistici(2)
- Alejandro Patronelli, pilota motociclistico argentino (Las Flores, n. 1978)
- Álex Rins, pilota motociclistico spagnolo (Barcellona, n. 1995)

## Pistard(1)
- Alejandro Martínez, pistard spagnolo (San Vicente del Raspeig, n. 1998)

## Pittori(1)
- Alejandro Conde López, pittore spagnolo (Valladolid, n. 1939)

## Poeti(3)
- Alejandro Murguía, poeta, scrittore e attivista statunitense (n. 1949)
- Alejandro Rejón Huchin, poeta e giornalista messicano (Mérida, n. 1997)
- Alejandro Tapia y Rivera, poeta portoricano (San Juan, n. 1826 - San Juan, † 1882)

## Politici(11)
- Alejandro Armenta Mier, politico messicano (Izúcar de Matamoros, n. 1969)
- Alejandro Encinas Rodríguez, politico messicano (Città del Messico, n. 1954)
- Alejandro García Padilla, politico portoricano (Coamo, n. 1971)
- Alejandro Giammattei, politico guatemalteco (Città del Guatemala, n. 1956)
- Alejandro Lerroux, politico spagnolo (La Rambla, n. 1868 - Madrid, † 1949)
- Alejandro Maldonado, politico guatemalteco (Città del Guatemala, n. 1936)
- Alejandro Mayorkas, politico e funzionario statunitense (L'Avana, n. 1959)
- Alejandro Murat Hinojosa, politico e avvocato messicano (Tlalnepantla de Baz, n. 1975)
- Alex Padilla, politico statunitense (Los Angeles, n. 1973)
- Alejandro Peña Esclusa, politico venezuelano (Washington, n. 1954)
- Alejandro Toledo, politico peruviano (Cabana, n. 1946)

## Politologi(1)
- Alejandro Quiroga Fernández de Soto, politologo e storico spagnolo (Madrid, n. 1972)

## Presbiteri(1)
- Alejandro Solalinde, prete messicano (Texcoco, n. 1945)

## Registi(5)
- Alejandro Agresti, regista cinematografico, sceneggiatore e direttore della fotografia argentino (Buenos Aires, n. 1961)
- Alejandro Amenábar, regista, sceneggiatore e compositore cileno (Santiago del Cile, n. 1972)
- Alejandro Chomski, regista e sceneggiatore argentino (Buenos Aires, n. 1968 - Buenos Aires, † 2022)
- Alejandro González Iñárritu, regista, sceneggiatore e produttore cinematografico messicano (Città del Messico, n. 1963)
- Álex de la Iglesia, regista e sceneggiatore spagnolo (Bilbao, n. 1965)

## Religiosi(1)
- Alejandro Moral Antón, religioso e presbitero spagnolo (La Vid y Barrios, n. 1955)

## Rugbisti a 15(4)
- Alejandro Abadie, rugbista a 15 argentino (Buenos Aires, n. 1985)
- Alejandro Allub, ex rugbista a 15 e pediatra argentino (Córdoba, n. 1976)
- Alejandro Moreno, ex rugbista a 15 e allenatore di rugby a 15 argentino (Buenos Aires, n. 1973)
- Alejandro Nieto, rugbista a 15 uruguaiano (Montevideo, n. 1988)

## Scacchisti(1)
- Alejandro Ramírez, scacchista costaricano (San José, n. 1988)

## Scrittori(6)
- Alejandro Casona, scrittore spagnolo (Besullo, n. 1903 - Madrid, † 1965)
- Vicente López y Planes, scrittore e politico argentino (Buenos Aires, n. 1785 - Buenos Aires, † 1856)
- Alejandro Morales, scrittore statunitense (Montebello, n. 1944)
- Alejandro Palomas, scrittore e traduttore spagnolo (Barcellona, n. 1967)
- Alejandro Pérez Lugín, scrittore, giornalista e regista spagnolo (Madrid, n. 1870 - La Coruña, † 1926)
- Alejandro Zambra, scrittore e poeta cileno (Santiago del Cile, n. 1975)

## Scultori(1)
- Alejandro Carnicero, scultore spagnolo (Íscar, n. 1693 - Madrid, † 1756)

## Sportivi(1)
- Alejandro Galán Romo, sportivo spagnolo (Madrid, n. 1996)

## Tennisti(7)
- Alejandro Davidovich Fokina, tennista spagnolo (Rincón de la Victoria, n. 1999)
- Alejandro Ganzábal, ex tennista argentino (Buenos Aires, n. 1960)
- Alejandro González, ex tennista colombiano (Medellín, n. 1989)
- Alejandro Hernández, ex tennista messicano (Tijuana, n. 1977)
- Alex Olmedo, tennista peruviano (Arequipa, n. 1936 - Los Angeles, † 2020)
- Alejandro Pierola, ex tennista cileno (Santiago del Cile, n. 1949)
- Alejandro Tabilo, tennista cileno (Toronto, n. 1997)

## Tuffatori(1)
- Daniel Islas Arroyo, tuffatore messicano (Città del Messico, n. 1992)

## Velisti(1)
- Alejandro Abascal, ex velista spagnolo (Santander, n. 1952)

## Velocisti(1)
- Alejandro Cárdenas, ex velocista e multiplista messicano (Hermosillo, n. 1974)

## Vescovi cattolici(3)
- Alejandro Pablo Benna, vescovo cattolico argentino (Buenos Aires, n. 1959)
- Alejandro García Fontcuberta, vescovo cattolico e missionario spagnolo (Calaceite, n. 1869 - Haiphong, † 1933)
- Alejandro Goić Karmelić, vescovo cattolico cileno (Punta Arenas, n. 1940)

## Wrestler(3)
- Dakar, wrestler e attore peruviano (Lima, n. 1921 - Roma, † 2004)
- Blue Demon, wrestler e attore messicano (García, Nuevo León, n. 1922 - Città del Messico, † 2000)
- Alejandro Saez, wrestler cileno (Santiago del Cile, n. 1987)